# Lidija Turčinović
Lidija Turčinović (in serbo Лидија Турчиновић?; Belgrado, 27 agosto 1994) è una cestista serba con cittadinanza francese.